# توم بوزويل
توم بوزويل (بالإنجليزية: Tom Boswell)‏ مواليد 2 أكتوبر 1953 في مونتغومري، هو لاعب كرة سلة أمريكي سابق ويحمل الرقم 31, 41, 33. يبلغ طوله 6 قدم 9 بوصة (2.1 م).

## فرق لعب لها
- بوسطن سيلتكس
- دنفر ناغتس
- يوتاه جاز
- بالاكانسترو كانتو
- يوتاه جاز

## الميداليات
| الميدالية | المسابقة                         |
| --------- | -------------------------------- |
| برونزية   | بطولة كأس العالم لكرة السلة 1974 |

## روابط خارجية
- توم بوزويل على موقع الاتحاد الدولي لكرة السلة (الإنجليزية)
- توم بوزويل على موقع إن بي أي (الإنجليزية)
- توم بوزويل على موقع سبورتس رفرنس (الإنجليزية)
- توم بوزويل على موقع كلية كرة السلة في سبورتس رفرنس.كوم (الإنجليزية)
- توم بوزويل على موقع ريلجم (الإنجليزية)
- توم بوزويل على موقع بروبوليرز (الإنجليزية)